# Uljana
Uljana ist ein weiblicher Vorname.

## Herkunft und Bedeutung
Uljana ist eine russische und ukrainische Form von Juliana.

## Namensträgerinnen
- Uljana Wiktorowna Denissowa (* 1983), russische Biathletin
- Uljana Wjatscheslawowna Donskowa (* 1992), russische Rhythmische Sportgymnastin, Olympiasiegerin 2012
- Uljana Havemann (1973–2025), deutsche Filmregisseurin und Drehbuchautorin
- Uljana Krawtschenko (1860–1947), ukrainische Dichterin
- Uljana Njeschewa (* 1983), ukrainische zeitgenössische Malerin und Tattookünstlerin
- Uljana Olschanski († nach 1430), zweite Ehefrau von Vytautas, Großfürst von Litauen
- Uljana Sergejewna Perebinossowa (* 2001), russische Kunstturnerin
- Uljana Podpalnaja (* 1995), russische Badmintonspielerin
- Uļjana Semjonova (* 1952), lettische Basketballerin
- Uljana von Twer (ca. 1325–1391), zweite Ehefrau von Algirdas, Großfürst von Litauen
- Uljana Wolf (* 1979), deutsche Schriftstellerin und Übersetzerin